# Relayer
Relayer este al șaptelea album de studio al trupei de rock progresiv Yes. Înregistrat și  lansat în 1974, albumul este singurul de studio al formației pe care se regăsește Patrick Moraz ca și claviaturist, acesta înlocuindu-l pe Rick Wakeman la începutul anului. Relayer s-a clasat pe locul 4 în topurile britanice și pe 5 în SUA. 

## Tracklist
1. "The Gates of Delirium" (Yes) (21:50)
2. "Sound Chaser" (Yes) (9:26)
3. "To Be Over" (Yes) (9:06)

## Single
- "Soon" (face parte din "The Gates of Delirium") (1975)

## Componență
- Jon Anderson - solist vocal
- Steve Howe - chitare acustice și electrice, voce
- Patrick Moraz - claviaturi
- Chris Squire - bas și voce
- Alan White - tobe, percuție